# 기계론적 유물론
기계론적 유물론(機械論的唯物論)은 인간이 순수하게 물리적인 실체라고 주장한다. 이는 인간의 계통발생(원시 수프에서 인간 종의 출현으로 이어지는 진화과정)과 개체발생 과정(정자와 난자가 결합한 수정란에서 비롯되는 순전히 물리적인 과정)을 통해서 증명된다고 한다. 이러한 기계론적 유물론은 크게 동일주의, 기능주의, 그리고 계산주의으로 나뉠 수 있다. 우선, 동일주의에서는 정신적 과정이 두뇌와 일치한다고 본다. 그 예로 사랑에 빠지는 것은 뇌의 옥시토신 분비와 동일하다는 것을 들 수 있다. 다음으로 기능주의에서는 정신적 과정이 두뇌에 의존은 하지만 동일주의처럼 둘을 완전히 동일시하지 않는다. 같은 예로, 기능주의자에게 사랑에 빠지는 것은 옥시토신의 분비에 의해 일어나는 모종의 기능적 과정이라고 할 수 있다. 마지막으로 계산주의에서는 정신적 과정을 일종의 계산적 과정이라고 본다. 인공지능을 컴퓨터처럼 만드는 것이 바로 이러한 시각에 따른 것이라고 할 수 있다.
인공지능을 컴퓨터와 같이 만듦에 있어 과거에는 고전적 계산주의를 많이 따랐다. 고전적 계산주의에 따르면 정신과정은 철저히 계산현상으로 계산과정을 토대로한 프로그램으로 인공지능을 만들 수 있다. 그 예로 흔히 튜링 기계를 든다. 이러한 고전적 계산주의에 따른 인공지능 컴퓨터는 존 폰 노이만의 직렬처리방식을 따르기 때문에 수학적 계산과 부호의 연산과 결부된 일의 처리에 굉장히 능숙하다. 그렇기에 인간이 IBM의 딥 블루와 같은 컴퓨터에게 체스 게임에서 패배하는 일이 종종 발생하는 것이다. 하지만 아쉽게도 고전적 계산주의 방식을 따른 인공지능 컴퓨터는 얼굴 인식, 움직이는 표적 맞추기 등 인간이 잘 하는 일을 잘 해내지 못한다. 또한 이러한 컴퓨터들이 인공지능으로서 작동하기 위해서는 인공지능이 필요한 상식을 모두 문제화시켜서 프로그래밍을 해야 한다는 문제점이 있다. 이러한 어려움에 도전을 한 예로는 Shank의 레스토랑 실험과 CYC 프로젝트가 있다.
고전적 계산주의의 문제점을 해결하기 위해 등장한 흐름이 바로 연결주의다. 연결주의 접근 방식은 상대적으로 더 현대적인 흐름이며 이 접근 방식에서는 '정신이 연결주의 망'이라는 전제를 두고 있다. 이러한 접근 방식을 토대로 고전적 계산주의와 다른 인공지능을 만들기 위해 노력을 한 결과 병렬분산처리식 신경망 컴퓨터 모델이 탄생하게 된다. 이 모델은 인간의 뇌가 뉴런을 통해 일을 처리하는 것처럼 다수의 단위장치들을 두고 일을 처리한다. 이에 따라 인공지능은 이른바 학습 능력을 갖게 되며 직렬식 인공지능이 해내지 못하는 얼굴 인식 등 인간이 능숙한 일을 잘 한다. (예: 딥 러닝) 하지만 이러한 인공지능은 논리학과 수학적 능력이 떨어진다.
계산주의자들은 인공지능의 시작을 구축하였으나 결국 그들이 비판한 이원론자들과 같이 감각질을 어떻게 인공지능에게 심겨줄 것인지에 대해 설명을 하지 못한다는 문제가 남아있다.